# Ophiopogon sar-garhwalensis
Ophiopogon sar-garhwalensis är en sparrisväxtart som beskrevs av R.D.Gaur och D.S.Rawat. Ophiopogon sar-garhwalensis ingår i släktet Ophiopogon och familjen sparrisväxter.
Artens utbredningsområde är Uttaranchal. Inga underarter finns listade i Catalogue of Life.